# Манс (Мерт і Мозель)
Манс (фр. Mance) — колишній муніципалітет у Франції, у регіоні Гранд-Ест, департамент Мерт і Мозель. Населення — 599 осіб (2011).
Муніципалітет був розташований на відстані близько 270 км на схід від Парижа, 26 км на північний захід від Меца, 70 км на північ від Нансі.

## Історія
До 2015 року муніципалітет перебував у складі регіону Лотарингія. Від 1 січня 2016 року належав до нового об'єднаного регіону Гранд-Ест.
1 січня 2017 року Манс, Бріє i Мансьєль було об'єднано в новий муніципалітет Валь-де-Бріє.

## Демографія
Динаміка населення (INSEE ):
Розподіл населення за віком та статтю (2006):
| Стать | Всього | До 15 років | 15-24 | 25-44 | 45-64 | 65-85 | Понад 85 |
| --- | ------ | ----------- | ----- | ----- | ----- | ----- | -------- |
| Чоловіки | 308    | 56          | 48    | 76    | 104   | 24    | 0        |
| Жінки | 308    | 32          | 36    | 60    | 124   | 44    | 12       |
| \| Статево-вікова піраміда \| Статево-вікова піраміда \| Статево-вікова піраміда \| \| ----------------------- \| ----------------------- \| ----------------------- \| \| Чоловіки \| Вік \| Жінки \| \| 0 \| 85 + \| 12 \| \| 0 \| 80-84 \| 8 \| \| 4 \| 75-79 \| 12 \| \| 4 \| 70-74 \| 8 \| \| 16 \| 65-69 \| 16 \| \| 20 \| 60-64 \| 16 \| \| 28 \| 55-59 \| 28 \| \| 40 \| 50-54 \| 44 \| \| 16 \| 45-49 \| 36 \| \| 28 \| 40-44 \| 8 \| \| 20 \| 35-39 \| 20 \| \| 8 \| 30-34 \| 24 \| \| 20 \| 25-29 \| 8 \| \| 20 \| 20-24 \| 20 \| \| 28 \| 15-20 \| 16 \| \| 16 \| 10-14 \| 8 \| \| 28 \| 5-9 \| 4 \| \| 12 \| 0-4 \| 20 \| |        |             |       |       |       |       |          |
| Статево-вікова піраміда |        |             |       |       |       |       |          |
| Чоловіки | Вік    | Жінки       |       |       |       |       |          |
| 0 | 85 +   | 12          |       |       |       |       |          |
| 0 | 80-84  | 8           |       |       |       |       |          |
| 4 | 75-79  | 12          |       |       |       |       |          |
| 4 | 70-74  | 8           |       |       |       |       |          |
| 16 | 65-69  | 16          |       |       |       |       |          |
| 20 | 60-64  | 16          |       |       |       |       |          |
| 28 | 55-59  | 28          |       |       |       |       |          |
| 40 | 50-54  | 44          |       |       |       |       |          |
| 16 | 45-49  | 36          |       |       |       |       |          |
| 28 | 40-44  | 8           |       |       |       |       |          |
| 20 | 35-39  | 20          |       |       |       |       |          |
| 8 | 30-34  | 24          |       |       |       |       |          |
| 20 | 25-29  | 8           |       |       |       |       |          |
| 20 | 20-24  | 20          |       |       |       |       |          |
| 28 | 15-20  | 16          |       |       |       |       |          |
| 16 | 10-14  | 8           |       |       |       |       |          |
| 28 | 5-9    | 4           |       |       |       |       |          |
| 12 | 0-4    | 20          |       |       |       |       |          |

## Економіка
2010 року серед 417 осіб працездатного віку (15—64 років) 287 були активними, 130 — неактивними (показник активності 68,8%, у 1999 році було 67,1%). З 287 активних мешканців працювало 265 осіб (145 чоловіків та 120 жінок), безробітними було 22 (12 чоловіків та 10 жінок). Серед 130 неактивних 28 осіб було учнями чи студентами, 67 — пенсіонерами, 35 були неактивними з інших причин.

У 2010 році в муніципалітеті числилось 234 оподатковані домогосподарства, у яких проживали 575,0 особи, медіана доходів виносила 23 858 євро на одного особоспоживача